# خانم پاف
خانم پاف (انگلیسی: Mrs. Puff)، یکی از شخصیت‌های مجموعه پویانمایی باب‌اسفنجی است. این شخصیت توسط استیون هیلنبرگ ایجاد شد و گوینده آن مری جو کتلت است. وی معلم باب اسفنجی است که به دلیل عدم موفقیت باب اسفنجی درگرفتن گواهینامه رانندگی از دست او دل خوشی ندارد.

## شخصیت
خانم پاف معلم مدرسه تعلیم رانندگی شهر بیکینی باتم است، که در تعلیم رانندگی به باب اسفنجی ناتوان است که همین مسئله دردسرهای زیادی برای او ایجاد می‌کند. او هر وقت که عصبانی می‌شود یا وحشت می‌کند پف می‌کند.